# Werner Maaßen

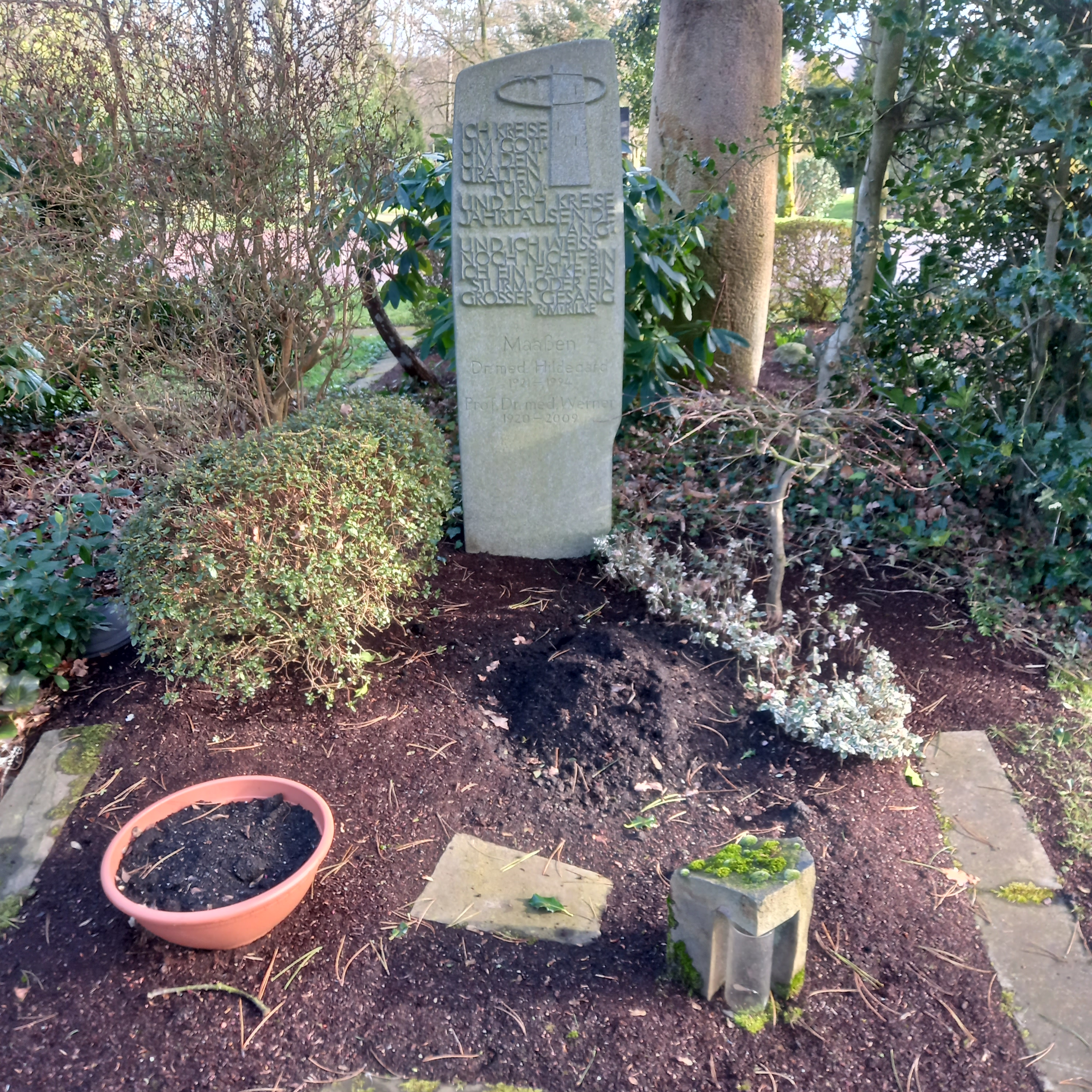
Das Grab von Werner Maaßen und seiner Ehefrau Hildegard auf dem Bergfriedhof Fischlaken in Essen

Werner Maaßen (* 17. Oktober 1920 in Düsseldorf; † 7. April 2009) war ein deutscher Mediziner.

## Leben
Werner Maaßen studierte nach Arbeits- und Kriegseinsatz Medizin an der Philipps-Universität Marburg und der Rheinischen Friedrich-Wilhelms-Universität Bonn. An der
Medizinischen Akademie in Düsseldorf, dem Vorläufer der Heinrich-Heine-Universität Düsseldorf, legte er seine Staatsprüfung ab und wurde 1948 mit einer Arbeit über septische Erkrankungen im Kindesalter zum Dr. med. promoviert. Er war Assistent u. a. bei Ernst Derra, Erich Boden, Peter Lorbacher. 1953 wurde er Assistenzarzt, später Oberarzt an der Heilstätte Holsterhausen, der späteren Ruhrlandklinik Essen-Heidhausen.
Er habilitierte sich 1966 an der Westfälischen Wilhelms-Universität Münster mit der Schrift „Ergebnisse und Bedeutung der Mediastinoskopie und anderer thoraxbioptischer Verfahren“. Er war ab 1966 der erste Dozent für Pneumologie in Deutschland. Von 1967 bis 1985 war er Chefarzt der Ruhrlandklinik. Die Ruhrlandklinik baute er zu einem überregionalen, international anerkannten Zentrum für Pneumologie und Thoraxchirurgie aus.
Er ist Verfasser des Standardwerks in der Lungenchirurgie „Atlas der Thoraxchirurgie“, das 1989 auf Deutsch und Japanisch erschienen ist.

## Wirken
Er galt als Experte für Lungenheilkunde, Thoraxchirurgie und Pneumologie. Er entwickelte endoskopische Verfahren, insbesondere die Bronchoskopie und die Mediastinoskopie und führte Untersuchungsmethoden wie die chirurgischen Lungen- und Pleurabiopsie ein. Er optimierte thoraxchirurgische Operationstechniken.
Werner Maaßen war 1980 bis 1981 Präsident der Deutschen Gesellschaft für Thorax-, Herz- und Gefäßchirurgie und Präsident der Deutschen Gesellschaft für Pneumologie und Tuberkulose.
2007 gründete er zusammen mit seiner Tochter Anette Maaßen die „Professor Dr. Werner Maaßen Stiftung“.